# Nursultan Nazarbaev
Nursultan A'bis'uly Nazarbaev (Chelmogan, 6 de julho de 1940) é um político e engenheiro cazaque, foi o presidente de seu país por quase três décadas, estando no poder de abril de 1990, após a dissolução da União Soviética, até renunciar o cargo em março de 2019.
Nazarbaev tem formação em engenharia metalúrgica e tem um doutoramento em economia. Durante cerca de 16 anos trabalhou como engenheiro no Complexo Metalúrgico Karaganda. De 1984 a 1989 foi o primeiro-ministro da República Socialista Soviética Cazaque. Em dezembro de 1991 foi eleito presidente do Cazaquistão independente e reeleito em janeiro de 1999.
Tem três filhas: Dariga, Dinara e Aliya. A primeira é casada com o filho do ex-ministro da saúde Rakhat Aliyev. A segunda é casada com Timur Kulibayev que é ex-ministro da construção. A última é uma mulher de negócios e está divorciada.
Nursultan Nazarbaev foi um homem que se distinguiu pelo seu trabalho e desenvolvimento econômico que trouxe ao Cazaquistão, mas é também conhecido pelas perseguições a membros da oposição. Além da caça a dissidentes, o governo de Nazarbaev também foi crivado de corrupção.
Foi reeleito presidente em 2015, com 98% dos votos em uma eleição não considerada legítima pela comunidade internacional. Em março de 2019, em meio a grandes protestos em várias cidades do país, Nazarbaev anunciou que renunciaria ao cargo de presidente.

## Presidência
Nazarbayev, quando se tornou o primeiro presidente de seu país, tomou uma decisão histórica, em 1991, de renunciar ao quarto maior arsenal nuclear do mundo, permitindo que o Cazaquistão e toda a região da Ásia Central ficassem livres de armas nucleares.
A diplomacia proativa de seu governo tornou-se uma das principais ferramentas para garantir a soberania e segurança do Cazaquistão. Com base nos princípios da cooperação e pragmatismo multipolar, Nazarbayev estabeleceu relações construtivas com os vizinhos mais próximos - China, Rússia, países da Ásia Central e o resto do mundo.
Com os seus colegas europeus, estabeleceu as bases do marco do Acordo de Parceria e Cooperação Reforçada UE-Cazaquistão (EPCA). Ele iniciou numerosos processos de integração e diálogo internacional, incluindo as Palestras de Paz de Astana na Síria, a resolução da Assembleia Geral da ONU que pede um Dia Internacional Contra Testes Nucleares, a Conferência sobre Medidas de Interação e Construção de Confiança na Ásia (CICA), a Organização de Cooperação de Xangai (SCO) e Conselho de Cooperação dos Estados de Língua Turca (Conselho Turco).

A presidência do Cazaquistão na Organização para a Segurança e Cooperação na Europa (OSCE) em 2010 e o Conselho de Segurança da ONU em janeiro de 2018 (que formam a agenda de questões de segurança para todo o mundo) demonstraram o sucesso e a viabilidade do caminho escolhido pelo presidente Nazarbayev na arena internacional.
- Wikinotícias